# Munemori Taira
Munemori Taira (japonsky 平 宗盛, Taira no Munemori, 1147 – 19. června 1185) byl 2. synem a dědicem hlavy mocného rodu Taira Kijomoriho Tairy. Během Genpeiské války byl jedním z hlavních velitelů vojsk rodu Taira.
Jeho otec Kijomori Taira na smrtelné posteli prohlásil, že jedním z jeho posledních přání je, aby byly veškeré záležitosti rodu svěřeny do Munemoriho rukou. Kijomoriho prvorozený syn Šigemori totiž dva roky předtím zemřel, a tak byl Munemori prvním v nástupnické linii.
V roce 1183 získal soupeřící rod Minamoto navrch, když Jošinaka Minamoto s Jukiiem Minamotem oblehli a vzápětí obsadili hlavní město Heian-kjó a umožnili tak bývalému císaři Go-Širakawovi opět volný pohyb po městě, o nějž ho připravilo domácí vězení, které na něj uvalil Kijomori Taira. Poté co se Go-Širakawa přidal na stranu Minamotů, odvedl Munemori Taira svoje síly včetně mladičkého císaře Antokua a jeho doprovodu na západ. V září téhož roku zřídili Tairové dočasný císařský dvůr na Kjúšú a poté v Jašimě (část dnešního Takamacu.
Munemori Taira se zúčastnil téměř všech bitev Genpeiské války včetně bitvy u Dannoury v roce 1185, během níž byl zajat a několik dní nato popraven.